# Fortunate Son
Fortunate Son è una canzone del gruppo rock statunitense Creedence Clearwater Revival, pubblicata come singolo nel settembre 1969 per promuovere il loro quarto album Willy and the Poor Boys. Il pezzo, che fu il primo ad essere stato considerato dalla "Billboard" come una doppia hit (considerando il lato b) il 15 novembre 1969, arrivò al numero 14 nelle classifiche degli Stati Uniti d'America il 22 novembre dello stesso mese per poi salire settimana dopo settimana (arrivò al numero nove durante la settimana successiva per poi al fine giungere alla terza posizione il 20 dicembre). 
Esattamente un anno dopo, sempre a dicembre, vinse il RIAA Gold Disc.
Pitchfork lo pone al diciassettesimo posto della "Lista delle 200 migliori canzoni degli anni '60", mentre Rolling Stone lo colloca alla posizione n. 99 della lista delle 500 migliori canzoni di tutti i tempi.

## Origine
La canzone è un inno contro la guerra e uno dei più rappresentativi della controcultura degli anni sessanta, che critica il gingoismo e tutti quelli che sostengono l'uso della forza militare in modo passivo e incosciente (evitando le spese finanziarie o l'arruolamento). Anche se pubblicata proprio durante la Guerra nel Vietnam, non è esplicita nelle sue critiche in quel conflitto particolare, ma se la prende con la leggera noncuranza delle classi nobili (le famiglie che hanno dato vita ai "figli fortunati") dell'America e il loro ritiro dai costi dell'imperialismo nazionalistico.
L'ispirazione per Fortunate Son venne dal matrimonio di David Eisenhower, il nipote del Presidente Dwight David Eisenhower, con Julie Nixon, la figlia di Richard Nixon, avvenuto nel 1968. L'autore e cantante John Fogerty, disse a Rolling Stone: «Julie Nixon era in giro con David Eisenhower, e tu avevi la sensazione che nessuna di quelle persone sarebbe stata coinvolta nella guerra. Nel 1968 la maggioranza del paese pensava che la morale era grande fra le truppe, e l'ottanta per cento di loro erano a favore della guerra. Ma per alcuni di noi che osservavano da vicino, eravamo dritti nei guai.» Il brano è stato ampiamente utilizzato per protestare contro le azioni militari e l'elitismo nella società occidentale e, in particolare negli Stati Uniti d'America, come conseguenza aggiunta della sua popolarità, è anche stato utilizzato in situazioni completamente indipendenti, come ad esempio per pubblicizzare i blue jeans.

## Cover
La canzone fu eseguita da noti artisti musicali come Bob Seger, La Renga, Gordon Downie and the Country of Miracles, Brandi Carlile, Pearl Jam, U2, Sleater-Kinney, Corrosion of Conformity, Cat Power, Dropkick Murphys, 38 Special, Circle Jerks, Jeff B.R.I.C.K. & The Mortiboys, Minutemen, Kid Rock, W.A.S.P., The Dead Daisies, Todd Snider e Patty Griffin, Bruce Springsteen, Santana, The Ghost Inside e Scott Stapp. The Screaming Jets registrarono una loro versione del brano che pubblicarono come b-side del loro singolo del 1996, Sacrifice. La cover di Wyclef Jean è udibile all'inizio The Manchurian Candidate (2004). Anche le Sleater-Kinney hanno fatto una cover del pezzo dedicata a George W. Bush, durante il concerto a sfondo benefico WedRock il 28 aprile 2004. Fogerty ha registrato una sua personale versione in collaborazione con i Foo Fighters per l'album del 2013 Wrote A Song For Everyone.

## Usi

### Videogiochi
Fortunate Son è usata come sottofondo per la sequenza di apertura del videogioco "Battlefield Vietnam" dove si trova in una lunga lista di pezzi ascoltabili. Inoltre è stata utilizzata per il trailer di "Battlefield: Bad Company 2: Vietnam" e anche come musica per il menù iniziale.
La canzone è inclusa nelle ost di "Call of Duty: Black Ops", dove è udibile all'inizio del livello S.O.G. (anche se anacronistica in quanto il S.O.G è ambientato durante la battaglia di Khe Sanh, scoppiata un anno prima della pubblicazione del pezzo) e di "Homefront", in cui può essere sentita nel capitolo "Golden Gate". Fa parte anche della stazione radio "Los Santos Rock Radio", nel videogioco del 2013 Grand Theft Auto 5. È presente anche nel lettore musicale di Watch Dogs 2.
Il pezzo è eseguibile in molti giochi di musica: uno è "Guitar Hero: Warriors of Rock"; mentre altri sono per esempio "Rock Band" del 2007 (dove è suonabile in versione cover e scaricabile in DLC) e "Rock Band 3" (in cui questa volta è presente nella sua versione originale e i cui strumenti sono stati resi compatibili con i sistemi MIDI della batteria e della voce; anche qui divenne scaricabile, a partire dal 1º marzo 2011).
A cappella, la composizione fa parte della colonna sonora di "BioShock Infinite".
L'intro di Fortunate Son è utilizzata come musica del menu iniziale nel simulatore di volo per PC della Thirdwire "Strike Fighters: Vietnam".

### Film e TV
Fortunate Son è udibile nel film Forrest Gump, e introduce la scena in cui Forrest e Bubba stanno volando in un elicottero U.S. Army UH-1C verso la zona di combattimento, nel sud del Vietnam, durante il conflitto vietnamita. Più di recente, il brano, interpretato dai Creedence Clearwater Revival, è comparso nel film francese Piccole bugie tra amici del 2010.
Altre comparse della canzone sono in Die Hard - Vivere o morire; nell'episodio "In Country...Club" di American Dad!, durante una rievocazione della Guerra; in Tropic Thunder, un film satirico in cui tre attori decidono di fare un film sulla Guerra del Vietnam; in Battleship durante i titoli di coda; nella serie TV del 2011 Lights Out, nell'ultima puntata, "War"; nell'episodio "Always Faithful" di Las Vegas, nella scena in cui Danny McCoy è richiamato nella Marina e nella puntata "The Ring" di Parenthood.
Inoltre due cover fatte da Lyle Workman e i Jeffster! si possono sentire rispettivamente nel finale dell'episodio 108 di Sons of Anarchy, nell'episodio "Chuck Versus the Beard" della terza stagione della serie Chuck e nel film Trafficanti.
Nell'episodio speciale del The Grand Tour intitolato "Lupi di Mare", la canzone viene usata non appena il conduttore Jeremy Clarkson varca il confine vietnamita sul fiume Mekong a bordo di una PBR, imbarcazione usata dagli Stati Uniti durante la Guerra del Vietnam.
Nell'episodio-parodia della serie animata I Griffin del 2018 "I Griffin attraverso gli anni", Glenn Quagmire interpreta un veterano del Vietnam nel 1973 che soffre di sintomi simili a disturbo da stress post-traumatico derivanti dall'uso incessante della canzone come musica di sottofondo udibile durante la guerra.

### Pubblicità
Una versione altamente editata fu usata per lo spot dei jeans Wrangler perché John Fogerty "molto tempo fa aveva firmato il controllo legale delle sue vecchie registrazioni dell'etichetta discografica dei Creedence, la Fantasy Records." In questo caso, un inserzionista ha finalmente smesso di usare la canzone, come ha successivamente detto Fogerty in un'intervista:
Sì, le persone che possedevano la Fantasy Records e che avevano la proprietà anche di tutte le mie prime canzoni avrebbero fatto qualsiasi cosa commerciale che io odio con i miei brani... Poi un giorno qualcuno del Times ha effettivamente preso la briga di chiamarmi e di chiedermi come mi sentivo, e finalmente ho avuto la possibilità di parlarne. E ho detto che sono molto contro al fatto che la mia canzone venga utilizzata per vendere pantaloni... Quindi la mia posizione l'ho detta molto bene sul giornale, ed ecco, Wrangler a loro credito ha detto: "Wow, anche se abbiamo fatto il nostro accordo con l'editore, il proprietario della canzone, possiamo vedere ora che John Fogerty odia veramente l'idea ", così hanno smesso di farlo.